# Las Crónicas de Prydain
Las Crónicas de Prydain es una saga de cinco novelas de alta fantasía (aunque también tiene elementos de bildungsroman) escrita por Lloyd Alexander, publicada entre los años 1964 a 1968 y más tarde en castellano por las editoriales Martínez Roca y Alfaguara. Lloyd Alexander, nacido en Estados Unidos, se inspiró en la mitología galesa a la hora de desarrollar la saga. La misma gira en torno a la vida del joven Taran, un "aprendiz de porquerizo" que vive varias aventuras junto a sus amigos, la Princesa Eilonwy, el bardo Fflewddur Fflam y una extraña criatura llamada Gurgi. Durante las mismas intentará salvar a la tierra de Prydain del mal que la acecha. 
Las novelas tocan diversas temáticas, como la búsqueda de honor y nobleza de Taran, siendo éste de orígenes humildes; su paso de la juventud a la madurez y su relación sentimental con la princesa Eilonwy. Todo esto enmarcado en la guerra entre Prydain y la tenebrosa tierra de Annuvin. 
El segundo libro de la serie, El Caldero Mágico, recibió la mención de honor Newbery Honor, mientras que la quinta novela fue distinguida con la Newbery Medal, considerada la más alta distinción en los Estados Unidos a la que puede aspirar una novela fantástica.
Walt Disney lanzó en 1985 un largometraje animado llamado The Black Cauldron (Tarón y el caldero mágico en España y El caldero mágico en Hispanoamérica), cuya trama condensa elementos de los dos primeros libros.

## Argumento
La historia central nos ubica en la tierra de Prydain, gobernada por el Gran Rey Math. La misma se encuentra en guerra desde tiempos antiguos con la tierra de Annuvin, bajo el dominio de Arawn, un hechicero oscuro. En cada libro, el protagonista, Taran, vivirá varias aventuras para impedir que Prydain caiga bajo el dominio de las fuerzas de la oscuridad y experimentará un crecimiento moral a lo largo de la historia. Lo acompañarán la Princesa Eilonwy, Fflewddur Flam, Gurgi y un séquito de personajes y criaturas mitológicas. Todos ellos siempre fieles al valeroso Príncipe Gwydion, heredero al trono de Prydain.

## Personajes principales

### Taran
Es el protagonista de la historia. Al comienzo de la saga es un jovencito recién entrado en la adolescencia y para el último libro ya es una adulto. Huérfano de padre y madre, fue criado por el anciano mago Dallben (quien lo encontrara abandonado entre los cuerpos sin vida de un campo de batalla), y el también viejo Coll en Caer Dallben. Sueña con convertirse en un gran héroe, lleno de honor y nobleza. Al principio se muestra inmaduro y terco, por lo que suele meterse en problemas y recibe reprimendas de Dallben y Coll. Ellos le encargan el cuidado de la cerda-oráculo Hen Wen, por lo que recibe el título de "aprendiz de porquerizo" (assistant pig-keeper en el inglés original). Esto avergüenza a Taran en un principio, aunque más tarde lo aceptará como su tarea. Su primera aventura se da cuando pierde el rastro de Hen Wen y debe recuperarla con la ayuda del Príncipe Gwydion. Ambos caen prisioneros de la hechicera Archner en el Castillo Espiral. Es aquí donde conoce a la princesa Eilonwy, quien le ayudará a escapar del castillo, junto con Fflewddor Fflam, un bardo y rey del norte. También trabará amistad con una extraña criatura de nombre Gurgi, que lo verá como su señor. En el segundo libro de la saga, el Príncipe Gwydion le invitará a formar parte de una expedición para robar el Caldero Negro de Annuvin. En el tercer libro escoltará a la Princesa Eilonwy a la Isla de Mona, luego de haber vivido durante un tiempo junto con él, Dallben, Coll y Gurgi en Caer Dallben. Luego de esto, Taran, intrigado por sus orígenes y convencido de que debe probar que desciende de una línea de nobleza para ser así digno de la Princesa Eilonwy, decide salir a recorrer la tierra de Prydain. Durante esta etapa de vagabundo se da el mayor crecimiento personal del personaje. Es ya un hombre al retornar a Caer Dallben, donde encuentra a Eilonwy nuevamente. Participa en las contiendas contra Arawn y finalmente es él quien lo mata con la espada Dyrnwyn. Luego de esto es invitado a partir hacia las Tierras del Verano pero decide quedarse en Prydain, casándose con Eilonwy y convirtiéndose en el nuevo Gran Rey de Prydain.
Su carácter va evolucionando durante la saga, siendo en un principio un jovencito curioso y terco, deseoso de probar su valía y de vivir aventuras. Durante el transcurso de la historia va aprendiendo sabias lecciones, como que el honor y la nobleza no son algo que se heredan, y que un hombre no es tal por su título, sino que lo demuestra a través de sus acciones. Su relación con Eilonwy pasará de ser una mera amistad a un sentimiento más romántico al final del tercer libro, para consolidarse en el quinto.

### Eilonwy
La Princesa Eilonwy, hija de Angharad, es la última descendiente de Llyr Media Lengua, el Rey del Mar. Fue raptada por la hechicera Archner siendo aún muy pequeña y llevada al Castillo Espiral. Engañada por Archner, quien codiciaba sus poderes mágicos heredados del Pueblo del Mar, cree que sus familiares la dejaron con esta para aprender hechicería. Conoce a Taran mientras este se encuentra prisionero en el Castillo Espiral y le ayuda a escapar. Más adelante lo acompañará en sus aventuras y vivirá junto a él, Dallben, Coll y Gurgi en Caer Dallben. En el tercer libro de la saga, El Castillo de Llyr, es llevada a vivir a la Isla de Mona por orden de Dallben para que aprenda a ser una dama. Una vez allí es raptada por órdenes de Archner, pero Taran, quien la había acompañado como escolta, la rescataría junto a Gurgi, el príncipe Gwydion, Fflewddur Fflam y el príncipe Rhun. Allí renuncia a utilizar su magia por el bien de Prydain. Permanece en la Isla de Mona durante cierto tiempo y regresa al comienzo de la quinta novela, El Gran Rey, donde participa activamente durante las batallas contra Arawn. Al final contraerá matrimonio con él, convirtiéndose así en la Reina de Prydain y renunciará definitivamente a su poder para permanecer allí con Taran, mientras los demás seres mágicos de su clase regresan a las Tierras del Verano.
Lejos de ser la típica damisela en apuros de las historias de caballería, la Princesa Eilonwy tiene un carácter muy temperamental, especialmente para con Taran. Las discusiones entre estos dos personajes son frecuentes y más aún las observaciones y metáforas con las que se expresa. Es muy común que a consecuencia de un despiste de Taran, Eilonwy se enfade y decida ignorarlo (No te hablaré, Taran de Caer Dallben), aunque esto no suele ser muy duradero. A pesar de sus críticas, Eilonwy en más de una oportunidad hace ver que en verdad quiere a Taran y se preocupa por él, reconociendo que es una de las personas más agradables que ha conocido. Con el tiempo, los sentimientos de Eilonwy hacia Taran se irán haciendo más profundos, especialmente en la tercera entrega de la serie, hasta culminar en los votos de matrimonio al final de la saga.

### Gurgi
Gurgui es un buen amigo de Taran, es fiel y de buen corazón. Se trata de una criatura de baja estatura, provista de dientes afilados y, al parecer, de hábitos carnívoros. Se presume que, dadas su naturaleza, que oscilan entre características humanas y caninas, sea una criatura análoga al gul.

## Partes de la saga
La saga está compuesta por cinco novelas, a saber:

### El Libro de los Tres
The Book Of Three

### El Caldero Negro
The Black Cauldron

### El Castillo de Llyr
The Castle Of Llyr

### Taran el Errante
Taran Wanderer

### El Gran Rey
The High King

### Precuela
Posteriormente se dio a conocer una precuela a los libros titulada La Fundación y Otras Historias de Prydain (The Foundling and Other Tales of Prydain), una serie de relatos previos a la serie de libros.
- Datos: Q1211900